# Гдиња
Гдиња (пољ. Gdynia, кашуп. Gdiniô) је лучки град у Поморском Војводству у Пољској. Налази се на обали Гдањског залива на Балтику. Заједно са градовима Гдањск и Сопот чини шире градско подручје Тројмјасто. Гдиња је други по величини град у Војводству, после Гдањска. По подацима из 2014. град има 247.799 становника.
.

## Историја
Место Гдиња се први пут помиње 1253. као померанско рибарско село. Од почетка 14. века овде су владали Тевтонски витезови, касније Пољска краљевина (Гдиња се налазила у Пруској), а од 1772. Пруска. У време уједињења Немачке 1870, Гдинген (тадашње име Гдиње) је било рибарско и туристичко место са 1200 житеља. По Версајском уговору из 1919. Гдиња је постала део Пољске Републике. Пољска влада је 1920. одлучила да овде сагради велику луку. Лука је саграђена у периоду 1921—1923, док су проширења грађена све до 1939. Године 1938. Гдиња је била десета највећа лука Европе.
За време Другог светског рата, Немци су раселили око 50.000 пољских становника и користили Гдињу као војно-морнаричку базу.

## Демографија
| 1946.  | 1950.   | 1960.   | 1970.   | 1980.   | 2005.   | 2010.   | 2012.   |
| ------ | ------- | ------- | ------- | ------- | ------- | ------- | ------- |
| 77.829 | 103.458 | 147.625 | 191.500 | 236.432 | 252.791 | 249.461 | 248.726 |

## Партнерски градови
- Клајпеда
- Олборг
- Баранавичи
- Бруклин
- Хајкоу
- Калињинград
- Карлскруна
- Котка
- Кристијансанд
- Кунда
- Лијепаја
- Плимут
- Сијетл
- Балтијск
- Кил
- Члухов
- Рустави
- Aalborg Municipality